# GRB 970228

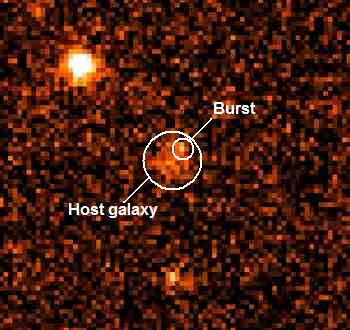

GRB 970228 — перший гамма-спалах (ГС), для якого спостерігалося післясвітіння. Виявлений 28 лютого 1997 о 2:58 UTC. З 1993 року фізики передбачили гамма-спалахи, які будуть супроводжуватися нижчою енергією післясвітіння (на довжинах  радіохвиль, рентгенівських променів і навіть видимого світла), але до гама-спалаху GRB 970228 це явище спостерігали лише у високосвітних сплесках високоенергетичних гамма-променів (найенергійніша форма електромагнітного випромінювання).
Сплеск мав кілька піків на кривій блиску і тривав близько 80 секунд. Після дослідження особливостей кривої блиску GRB 970228 було зроблено припущення про можливість утворення наднової. Координати сплеску збіглися координатами галактики, яка перебуває на відстані близько 8,1 млрд світлових років від Землі (червоний зсув z = 0,695). Це стало одним з перших доказів того, що гамма-спалахи відбуваються далеко за межами Чумацького Шляху.

## Спостереження
Гамма-сплеск — це спалах гамма-променів (електромагнітне випромінювання з найбільшою енергією) з великою світністю. Гамма-спалахи були вперше виявлені 1967 року супутниками Vela, серією космічних апаратів, призначених для виявлення ядерних вибухів у космосі.
GRB 970228 був виявлений 28 лютого 1997 о 2:58 UTC детектором гамма-сплесків (GRBM) і ширококутними польовими камерами (WFCS) на борту BeppoSAX, італійсько-нідерландського супутника, початково призначеного для вивчення рентгенівських променів. Протягом декількох годин, команда BeppoSAX визначила координати ГС з похибкою в 3 кутові мінути. Сплеск був також зареєстрований космічним зондом Ulysses.
Сплеск був локалізований під прямим піднесенням 5 год 01 хв 46.7 с і схиленням + 11 ° 46 '53,0 " на оптичних зображеннях, отриманих за допомогою телескопа Вільяма Гершеля у Ла-Пальмі. Ці дані стали першими, за допомогою яких вдалося з точністю до кутових секунд обрахувати координати гамма-сплеску. Цей гамма-сплеск тривав близько 80 секунд і мав кілька піків на кривій блиску. Гамма-сплески мають дуже різноманітні часові профілі, і ще досі не до кінця зрозуміло, чому деякі сплески мають численні піки, а деякі — лише один. Одним з можливих пояснень є те, що множинні піки утворюються, коли джерело гамма-сплеску прецесує.

## Післясвітіння
У 1993 році Богдан Пачінскі і Джеймс Е. Роудс опублікували статтю, в якій стверджували, що, незалежно від типу вибуху, який їх викликає, екстремальні значення енергії електро-магнітного випромінювання гамма-сплесків означають, що речовина об'єкта, який в ньому бере участь, під час вибуху викидається у космічний простір з релятивістською швидкістю. Вони передбачали, що взаємодія між викинутою речовиною та міжзоряним середовищем створить ударну хвилю. Якщо фронт ударної хвилі поширюється в магнітному полі, прискорені електрони в ньому будуть випромінювати тривале синхротронне випромінювання в радіо діапазоні. Це явище вчені пізніше назвали радіо післясвітінням. Джонатан Катц пізніше дійшов висновку, що це випромінювання не буде обмежене лише діапазоном радіохвиль, а належатиме діапазону частот від радіохвиль до рентгенівських променів, в тому числі й видимого світла.
Через вісім годин після детектування за допомогою обладнання для вузькопольових досліджень на борту BeppoSAX почали спостерігати за областю розташування гамма-сплеску GRB 970228. За кілька днів після цього було виявлено перехідне джерело рентгенівського випромінювання, яке загасало за степеневим законом. Це рентгенівське післясвітіння гамма-сплесків було першим, яке вдалося зареєструвати. Відтоді степеневий закон згасання вважають ознакою, притаманною післясвітінню гамма-сплесків, хоча швидкість згасання є різною для різних інтервалів затухання.
Оптичні зображення ділянки GRB 970228 були отримані 1 й 8 березня за допомогою телескопа Вільяма Гершеля і телескопа Ісаака Ньютона. При порівнянні зображень було виявлено об'єкт, який зменшив свою світність як у видимому, так і в інфрачервоному світлі. Це було післясвітіння гамма-спалаху в оптичному діапазоні. Подальші детальніші спостереження з використанням телескопа Нью Технолоджі показали, що координати післясвітіння збіглися з координатами далекої, малої галактики: це стало першим свідченням позагалактичної, космологічної природи гамма-сплесків. Після того, як гамма-сплеск вже згас, дуже глибокі спостереження, здійснені за допомогою телескопів Кек показали, що вищезгадана галактика мала червоне зміщення z=0,695. Передбаченого для цього гамма-сплеску післясвітіння в радіо діапазоні не було виявлено. На момент відкриття цього сплеску, вважалося, що випромінювання гамма-спалахів ізотропне. Післясвічення цього сплеску, як і деяких інших, наприклад, GRB 970508 та GRB 971214, стали переконливим доказом, що випромінювання гамма-спалахів зосереджено в колімованих струменях, що дозволяє зменшити повне виділення енергії вибуху (сплеску) на кілька порядків величини.

## Зв'язок з надновою
Деніел Рейхарт із Чиказького університету і Тітус Галама з Амстердамського університету незалежно один від одного проаналізували оптичну криву GRB 970228 і дійшли висновку, що за декілька тижнів до гамма-сплеску йому передував спалах наднової.
Галама виявив, що швидкість спадання світності змінювалася з часом. Найповільніше вона спадала 6-7 березня. Він дійшов висновку, що на ранніх стадіях світність об'єкта визначалася власне сплеском, але пізніше — надновою типу Ic, яка розташовувалася в тій же точці. Рейхарт зазначив, що на пізніх стадіях спектр післясвітіння зсунувся в червону область, що суперечило прийнятій в той час моделі механізму випромінювання гамма-сплесків. Він також виявив, що подібна зміна спектру спостерігалася у гамма-сплеску GRB 980326, який, згідно з припущенням Джошуа Блума, теж був пов'язаний з надновою.
Альтернативне пояснення особливостей яскравості кривих GRB 970228 і GRB 980326 полягає у відбиванні світла від космічного пилу. Хоча для GRB 980236 бракувало даних, щоб перевірити цю гіпотезу, Рейхарт показав, що особливості кривої світності GRB 970228 могли бути викликані тільки надновою. Вирішальний аргумент на користь зв'язку гамма-сплесків з надновими було знайдено в спектрі GRB 020813 і післясвітінні GRB 030329. Однак наявність наднової стає очевидною тільки через декілька тижнів після гамма-сплеску, залишаючи ймовірність того, що особливості кривої світності викликані відбиванням від пилу.

## Домашня галактика
Вночі з 12 на 13 березня 1997 року Йорг Мельник досліджував область GRB 970228 за допомогою телескопа Нью Технолоджі і виявив у цьому місці слабку туманність, ймовірно, віддалену галактику. Хоча існувала ймовірність, що гамма-сплеск не був пов'язаний з цією галактикою, точний збіг координат галактики і гамма-сплеску, свідчив про те, що джерело гамма-сплеску перебувало за межами Чумацького шляху. Згодом локалізація гамма-спалахів поза межами нашої галактики була доведена для GRB 970508, коли вперше було виміряне червоне зміщення для гамма-сплеску.
Післясвітіння розташовувалося на невеликій відстані від центру галактики, що свідчило про те, що сплеск стався в активному ядрі. Надалі було виміряно червоне зміщення галактики, яке виявилося рівним z = 0.695, що відповідало відстані 8,1 × 109 св. років. Повна енергія сплеску, виходячи з припущення про ізотропність випромінювання, становить 5,2 × 1044 Дж.